# A Romance of Old Baghdad
A Romance of Old Baghdad er en britisk stumfilm fra 1922 af Kenelm Foss.

## Medvirkende
- Matheson Lang som Omar
- Manora Thew som Sourna
- Roy Travers som Harvey P. Wilbur
- Henry Victor som Horne Jerningham
- George Bellamy som Walters
- Barbara Everest som Mrs Jocelyn
- A. Harding Steerman som Mr Jocelyn